# Цихавка
Цихавка (пол. Cichawka) — село в Польщі, у гміні Лапанув Бохенського повіту Малопольського воєводства.
Населення — 500 осіб (2011).
У 1975-1998 роках село належало до Тарновського воєводства.

## Демографія
Демографічна структура станом на 31 березня 2011 року:
|          | Загалом | Допрацездатний вік | Працездатний вік | Постпрацездатний вік |
| -------- | ------- | ------------------ | ---------------- | -------------------- |
| Чоловіки | 247     | 75                 | 146              | 26                   |
| Жінки    | 253     | 82                 | 124              | 47                   |
| Разом    | 500     | 157                | 270              | 73                   |